# 喬伊鎮區 (阿肯色州懷特縣)
喬伊鎮區（英語：Joy Township）是位於美國阿肯色州懷特縣的一個行政鎮區。

## 地方資料
喬伊鎮區的面積為40.20平方千米，當中陸地面積為40.20平方千米，而水域面積為0.00平方千米。根據2010年美國人口普查的數據，當地共有人口539人，而人口密度為每平方千米13.41人。